# Aufmarsch der Heimwehr und des Schutzbundes in Wiener Neustadt 1928

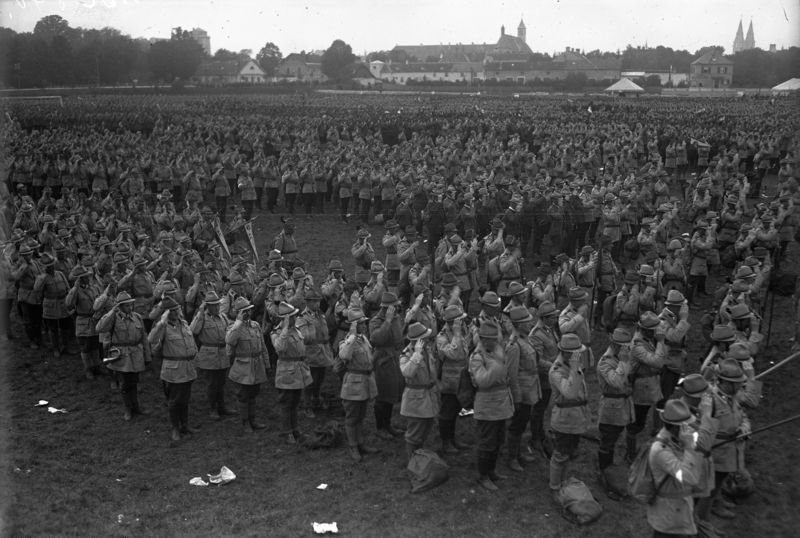
Versammlung der Formationen am 7. Oktober 1928 morgens auf der Neuklosterwiese beim Stift Neukloster (mittig im Hintergrund), von Fotograf Georg Pahl (Bundesarchiv).

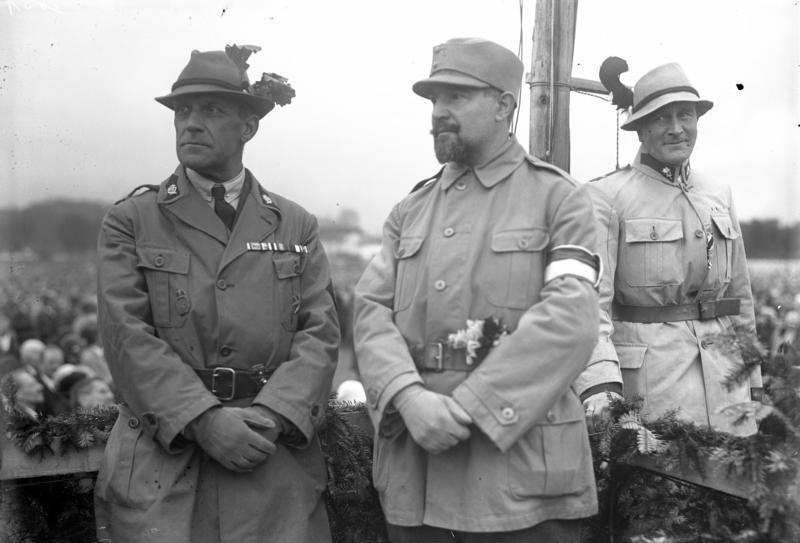
Der Bundesführer der österreichischen Heimwehr Richard Steidle (Mitte), der stellvertretende steirische Führer Reinhart Bachofen von Echt (links) und der steirische Kreisführer Hans von Pranckh (rechts), auf der Tribüne der Neuklosterwiese am 7. Oktober 1928

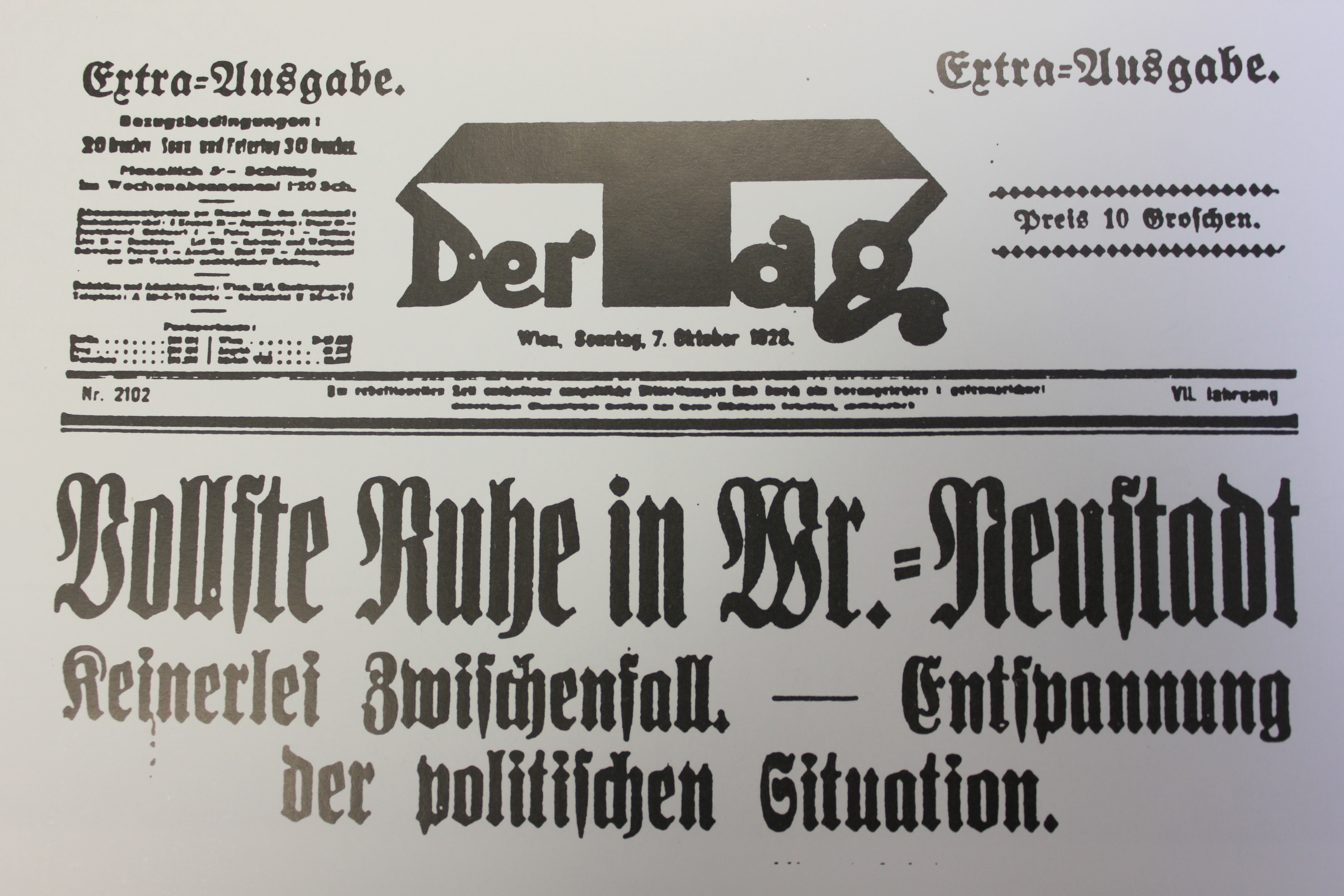
Der Tag, Extra-Ausgabe vom 7. Oktober 1928

Der Aufmarsch der Heimwehr und des Schutzbundes in Wiener Neustadt war eine Konfrontation der paramilitärischen Verbände der konservativen Heimwehr (Österreichischer Heimatschutz) und des linksgerichteten Schutzbundes am Sonntag, dem 7. Oktober 1928 in Wiener Neustadt in Niederösterreich. Die Befürchtung eines durch die Konfrontation der Gruppen ausgelösten Bürgerkrieges bewirkte internationales Interesse und eine starke Beteiligung von ausländischen Journalisten und Fotografen.

## Vorgeschichte
Nach dem Ende des Ersten Weltkrieges mit der Auflösung der Österreich-Ungarn und der damit verbundenen Auflösung der Gemeinsamen Armee versuchten die jeweiligen Soldaten von den Frontgebieten in ihre jeweilige Heimat zu gelangen. Diese ehemaligen Soldaten mit Hunger und Frustration und großteils ohne Zwang und Führung begannen Plünderungen und Übergriffe auf die Bevölkerung. Im Gegenzug bildeten sich teils örtliche Bürgerwehren gegen die durchziehenden Soldaten. So bildete Ende Oktober 1918 der damalige Amtsrat Edmund Scheidtenberger und spätere Oberbürgermeister in der NS-Zeit eine sogenannte Stadtwehr. Weiters versammelten sich die sogenannten Bürger um den Fabrikanten Bauer in der Zeughauskaserne und die sogenannten Arbeiter mit dem Lokomotivführer Josef Püchler im Arbeiterheim, wobei sich diese Formationen mit Waffen aus den Heeresbeständen versorgten.
Der Unterstaatssekretär für Heereswesen Julius Deutsch schuf aus heimkehrenden Soldaten die Volkswehr, welche er am 3. November 1918 auf Deutschösterreich installierte und vereidigte und die nun von staatlicher Seite den Schutz der Bevölkerung gegen Plünderungen und Ausschreitungen durchziehender ehemaliger Soldaten, Kriegsgefangener und Zwangsarbeiter aufnahm. Das bürgerliche Lager bzw. die Christlichsoziale Partei sahen in der Volkswehr eine Parteiarmee und die Drohung der Errichtung einer Diktatur des Proletariats. Wie in anderen Stadtgemeinden in Deutschland und Österreich kam es in Wiener Neustadt zur Bildung eines Arbeiter- und Soldatenrates, welcher in den ersten Jahren nach dem Krieg einen großen Einfluss auf die Politik des Stadtgemeinde ausübte. Der politische Versuch in Österreich eine Räterepublik zu installieren scheiterte im Juni 1919.
Der Rechtsanwalt und Heimwehrführer Walter Pfrimer kündigte in Anlehnung an Benito Mussolinis Marsch auf Rom (1922) einen Marsch auf Wien an. Folgliche beschloss die Führung der Heimwehr, im als sozialistisch orientiert geltenden Wiener Neustadt im Industrieviertel einen Aufmarsch zu veranstalten, um das angebliche „Monopol der Sozialdemokraten auf die Beherrschung der Straßen“ zu beenden. Der Wiener Justizpalastbrand am 18. Juli 1927 vereinigte antidemokratische, bürgerliche und reaktionäre Kräfte.

## Vorbereitungen
Am 5. Juni 1928 meldete die lokale Ortsgruppe des niederösterreichischen Heimatschutzverbandes in Wiener Neustadt für den 6. und 7. Oktober 1928 eine Heimatschutz-Tagung an; zwischen 20.000 und 25.000 Teilnehmer seien erwartet. Ebenso meldeten die Sozialdemokratische Partei, die Gewerkschaften und Genossenschaften am 26. Juni 1928 für den 7. Oktober einen sogenannten Arbeitertag in Wiener Neustadt an. Die zum gleichen Tag angesetzte kommunistische Kundgebung wurde vom Bundeskommissariat Wiener Neustadt umgehend verboten.
Aus der Grazer Gendarmeriekaserne wurden einige tausend Gewehre, einige Maschinengewehre und die dazugehörige Munition gestohlen. Etwa 500 Gewehre und zehn Maschinengewehre wurden nach Aspang zur Bewaffnung einer sogenannten Eingreiftruppe gebracht. 2000 Landesschützen aus Tirol sollten dorthin kommen. Eine Gruppe mit etwa 200 Gewehren und vier Maschinengewehren standen angeblich in Lanzenkirchen in Bereitschaft.
Am 13. September 1928 behauptete der Wiener Neustädter Bürgermeister Anton Ofenböck in einem Brief an den niederösterreichischen Landeshauptmann Karl Buresch, dass die Heimwehrführer „von einem Marsch nach Wien“ sprechen, der nicht in Wiener Neustadt enden sollte. Er bat Buresch darum, den Marsch und damit verbundenen Veranstaltungen zu verbieten.
Die Zeitschrift Arbeiterwille in Graz vom 22. September 1928 hat veröffentlicht: „Der Bürgermeister von Wiener Neustadt hat heute in einem Schreiben an die Regierung auf die Gefahren aufmerksam gemacht, die für die Stadt durch die Aufmärsche bestehen und ein Verbot verlangt. Da der Landeshauptmann darauf nicht eingegangen ist, hat die Sozialdemokratie noch einen weiteren Schritt unternommen, indem sie erklärte, unter bestimmten Voraussetzungen dafür zu sein, daß, sei es im Gesetzgebungswege oder durch Verordnung, für eine bestimmte Zeit oder dergleichen derartige Kundgebungen nicht gestattet werden, sondern daß Selbstschutzverbände sich auf örtliche und zeitliche Veranstaltungen zu beschränken haben.“ Drei Tage danach hat der Bürgermeister alle Aufmärsche und Kundgebungen wegen Gefährdung der Sicherheit im Stadtgebiet verboten.
Bundeskanzler Ignaz Seipel war anderer Meinung. Das Tagblatt vom 27. September 1928 berichtet von einer Unterredung des Bundesführers der Heimwehren mit Seipel, indem der Bundeskanzler die Gruppierung als notwendig für die „Bekämpfung des Terrors“ und den Schutz vor Marxisten erklärte. Er meinte, der Marsch in Wiener Neustadt werde ruhig verlaufen.
Das Linzer Tagblatt berichtete, dass keine Verhandlungen mehr mit Landeshauptmann Buresch wegen des 7. Oktobers zu erwarten seien. Seitens der Sozialdemokraten lautete das Resümee: „Unsere Vorbereitungen für den 7. Oktober gehen also weiter.“ Sonderzüge nach Wiener Neustadt seien geplant. In dem von Nationalsozialisten hergestellten Blatt „Der Sturm“ sei Propaganda für die Teilnahme von Faschisten verbreitet worden mit dem Motto: „Der Sturm geht los!“ und der Rede von einer Besatzung der Stadt am 7. Oktober.

## Dringliche Anfrage in der Nationalratssitzung am 3. Oktober 1928
Eine dringliche Anfrage Dr. Renner an die Bundesregierung über die innere Abrüstung lautet: „Die Ereignisse der letzten Wochen haben gezeigt, daß die sogenannten Heimwehren zu einer ernsten Gefahr für die demokratische Entwicklung der Republik und für den Frieden im Lande geworden sind. Die Heimwehren sind allmählich zu faschistischen Formationen entartet, die immer offener mit gewaltsamen Umsturz der republikanischen Verfassung drohen. Die Entwicklung hat selbstverständlich zur Folge, daß die verfassungstreue republikanische Bevölkerung, insbesondere die Arbeiterschaft, gezwungen ist, sich gegen diese Gefahren zu wappnen.“ Angesichts der durch diese Entwicklung heraufbeschworenen Gefahren richten die Gefertigten an die Bundesregierung die Frage: „Ist die Bundesregierung bereit, Verhandlungen mit den parlamentarischen Parteien über die innere Abrüstung einzuleiten?“

## Besetzung der Stadt mit Gendarmerie und Militär
In einem streng vertraulichen Schreiben des Bundeskanzleramtes vom 29. September 1928 wurden alle Gendarmeriestellen angewiesen, für Freitag, den 5. Oktober 1928 mit der Bahn Gendarmerie von Bregenz, Salzburg, Passau, Wels, Sillian, Villach, Klagenfurt und Bruck an der Mur nach Wien zu ziehen.
Die Wiener Zeitung berichtet am 7. Oktober: Bei den Bundesbahnen haben die Heimwehren 16, die Schutzbündler 22 Züge angemeldet. Von diesen 38 Sonderzügen, in den ungefähr 40.000 Personen befördert werden können, sollen 15 Züge mit Heimwehrleuten und 9 Züge mit Schutzbündlern schon im Laufe des Tages (6. Okt) abgefertigt werden, so dass im Laufe der Nacht ein Teil der Transporte in Wiener Neustadt eintreffen wird. Zur Beförderung dieser Massen haben die Bundesbahnen 450 Personenwagen und 470 für den Personentransport eingerichtete Güterwagen zur Verfügung gestellt.
Die Neue Freie Presse berichtet am 7. Oktober zum 6. Oktober: ...Zu Mittag noch eine ruhige Stadt, in der nur die verstärkte Gendarmerie auffiel, ist Wiener-Neustadt am Abend wirklich zu einem Heerlager geworden. Es gibt Maschinengewehre auf den Straßen, Drahtverhaue, Stahlhelme und Handgranaten. Mittags vor 2 Uhr begann der Aufmarsch. In dem großen Hof der Akademie hielt Oberinspektor Nabler aus Graz eine Ansprache an die Gendarmerieangehörigen, er ermahnte sie zur Besonnenheit und gab ihnen die letzten Weisungen zu nunmehr selbständigen Handlungen in den Straßen. Dann zogen die Gendarmen, vollkommen marschmäßig adjustiert mit Stahlhelmen, Rucksäcken und Gewehren, truppenweise in die Stadt und besetzten sämtliche Eingänge in die innere Stadt … Um dieselbe Zeit begannen auch bereits Militärtruppen einzuziehen. Auf dem Pfarrplatz marschierte ein Zug auf, mit zwei tragbaren Maschinengewehren und mit einem Wagen ausgerüstet … Gegen 3 Uhr zogen unter Trommelklängen fast durch alle Straßen kleine Militärzüge gegen den Hauptplatz.

## Aufmarsch der Heimwehr

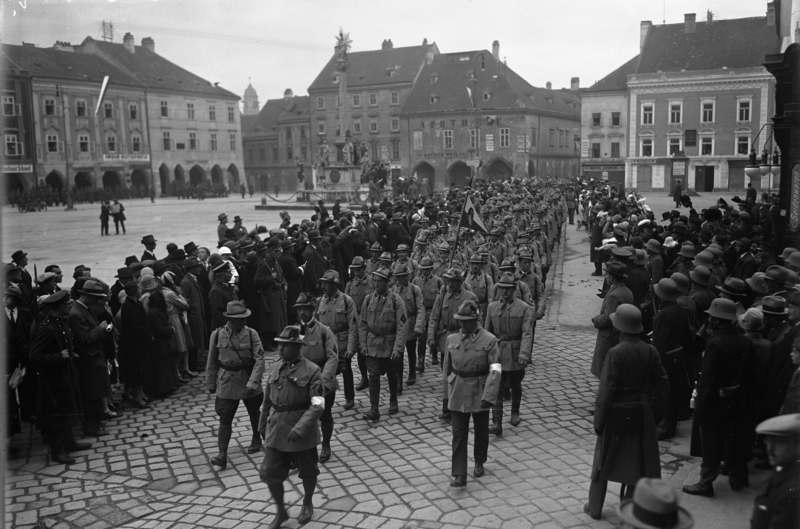
Durchmarsch der Heimwehr am 7. Oktober 1928 vormittags aus der Ungargasse auf den Hauptplatz von Wiener Neustadt, Foto von Georg Pahl (Bundesarchiv)

Die an der Ungargasse östlich vom Stift Neukloster auf der Neuklosterwiese versammelten Formationen der Heimwehr zogen vormittags über die Ungargasse auf den Hauptplatz, wo auf dem Balkon des Rathauses Mitglieder der Einheitsliste die Parade abnahmen. Die Formationen marschierten dann über die Herzog-Leopold-Straße, die Singergasse, die Bahngasse, durch die Neunkirchnerstraße zum Wasserturm mit einer Wende und über den Burgplatz, die Burggasse, Neunkirchnerstraße, die Schulgasse, Neuklostergasse und Ungargasse zurück zur Neuklosterwiese. Dort wurde eine Feldmesse mit Prior Alberich Rabensteiner gefeiert. Darauf folgten Ansprachen von Heimwehrführer Richard Steidle, Gauführer der Heimwehr Ludwig Kohlfürst, Metallarbeiter Langauer aus Knittelfeld, Vizebürgermeister von Wiener Neustadt Adolf Meixner und dem steirischen Heimwehrführer Walter Pfrimer.

## Aufmarsch des Schutzbundes

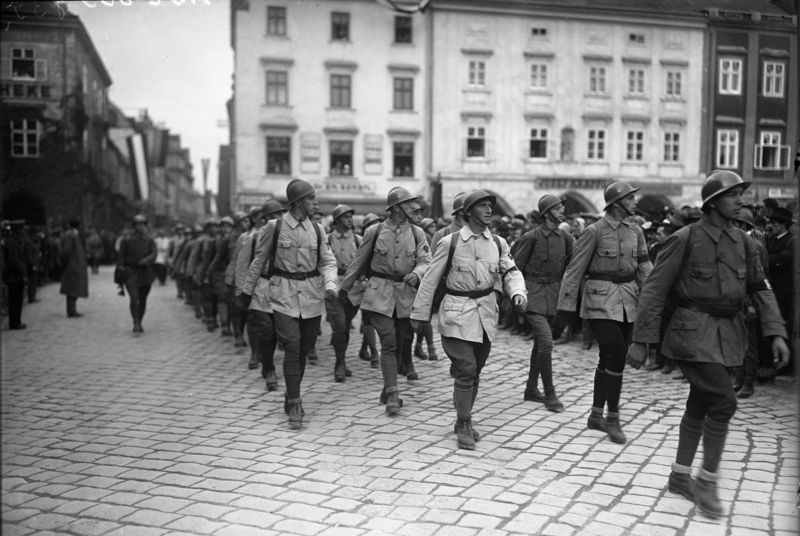
Aufmarsch des Schutzbundes am 7. Oktober 1928 nachmittags aus der Wiener Straße auf den Hauptplatz, Foto von Georg Pahl, Bundesarchiv (Deutschland)

Nach dem Ende des Heimwehraufmarsches hat das Militär seine Stellungen am Hauptplatz geräumt. Für die Aufrechterhaltung von Ruhe und Ordnung sorgte wiederum die Wiener Neustädter Sicherheitswache. Ein Foto zeigt die Anhänger der Sozialdemokratischen Partei, welche am Hauptplatz den Vorbeimarsch ihrer Formationen (Hauptplatz von der Grazer Straße her bis Linie Wiener Straße – Neunkirchner Straße) erwarten. Die Politiker Theodor Körner, Anton Ofenböck, Karl Renner und Julius Deutsch nahmen die Parade am Hauptplatz vor der Menschenmenge ab. Der Aufmarsch des Schutzbundes erfolgte vom Auge Gottes weg durch die Wiener Straße über den Hauptplatz, Neunkirchner Straße, Bahngasse, Ring und Herzog-Leopold-Straße wieder zum Hauptplatz. Am Vorbeimarsch nahmen motorisierte Verbände mit Motorrädern teil. Ihnen folgten Arbeitervereine bzw. Organisationen des Schutzbundes mit Fahnen. Vizebürgermeister Josef Püchler erschien mit Stahlhelm und Schutzbunduniform mit einem offenen Austro Daimler geparkt vor dem Rathaus. Zur folgenden Versammlung erfolgten Ansprachen auf dem Balkon des Rathauses, von Landesrat Oskar Helmer, Bürgermeister Anton Ofenböck, Nationalratsabgeordneter Paul Johannes Schlesinger und Karl Renner. Nach dieser Arbeitertagskundgebung hielten die Schutzbundführer Vizebürgermeister Josef Püchler, Abgeordneter Leopold Petznek, Abgeordneter Julius Deutsch Ansprachen. Dem folgten Ansprachen von ausländischen Delegierten.

## Zahlen
Einem Protokoll des Polizeikommissariats zufolge gab die Heimwehr eine Teilnehmeranzahl von 20.200 Personen an, die Zählung der per Bahn eingetroffenen Mannschaft betrug 14.522, die abermalige Zählung der abmarschierenden Heimwehrverbände ergab die Zahl von 14.300. Die Gesamtzahl der sozialdemokratischen Verbände betrug diesem Protokoll zufolge 35.000 Teilnehmer, die Zählung der per Bahn angekommenen Sozialdemokraten ergab 19.985 Personen, die Schutzbündler wurden mit 15.600 Mann angegeben.

## Kommunisten
Die Wiener Zeitung vom 9. Oktober 1928 berichtete, dass Gruppen von Kommunistischen sich trotz des Verbotes anreisen wollten aber von Polizei und  Gendarmerie angehalten wurden. Unter den Verhafteten waren: tschechische Reichsabgeordnete Viktor Stern aus Reichenberg, der Redakteur der Brünner Rovnost Richard Slansky, der Vorsitzende des Zentralkomitees der kommunistischen Jugendverbindung Franz Lauscher, vom Zentralkomitee der kommunistischen Partei Österreichs Jakob Rihs und Franz Koritschoner, ferner die Führer der österreichischen Arbeiterdelegation in die Sowjetunion Farkas.

## Presse
Die Wiener Zeitung vom 9. Oktober 1928 berichtete, dass ungefähr 380 Pressevertreter nach Wiener Neustadt gekommen waren, davon mehr als die Hälfte aus dem Ausland, aus Amerika, Dänemark, England, Belgien, Frankreich und Italien, deren Berichte in Kurzform abgedruckt wurden. Reporter und Fotografen trugen am 6. und 7. Oktober 1928 Armbinden in Rot-Weiß-Rot mit Aufdruck Pressedienst mit einer Nummer, diese Nummer hatte mit dem Legitations-Schein übereinzustimmen.